# 溜
溜（ため）は、江戸時代において、病気になった囚人などを保護する施設である。

## 概要
代表的な溜としては、江戸の浅草と品川、京都の悲田院村、大坂の高原などが知られているが、ここでは江戸の溜について述べる。
溜は千束の近くに存在した浅草溜と南品川（現在の青物横丁駅付近）に存在した品川溜があり、浅草は車善七、品川は松右衛門の両非人頭が管理していたため、非人溜とも呼ばれていた。溜を管理する役人は全て非人で構成されており、選出も非人頭に一任されていた。
溜にあたる施設が設けられたのは貞享4年（1687年）。善七や松右衛門が町奉行から囚人を預かる施設を建設したことに始まる。当初は行き倒れや無宿が主であったが、取調べ中の者も収容することになり、施設が手狭になったため、善七が元禄2年（1689年）に900坪、松右衛門が同13年（1700年）に523坪の土地の提供を幕府から受けて完成された。
収容されていたのは伝馬町牢屋敷にて重病になった囚人、遠島刑を受けたが15歳に達していない者、無罪となったが病気が治癒していない無宿などが対象だったが、逆罪（主人殺し・親殺し）の受刑者は病気になっても収容されなかった。また、精神障害者（乱心者）が収容されることもあった。受刑者を溜に拘禁することを溜預と称し、病気の治癒した囚人は牢に戻され、遠島刑の受刑者が15歳になった場合は遠島に処した。
女囚人と精神障害者は別に収容され、女囚人を収容するものを「女溜」、精神障害者を収容するものを「圏」と言った。
基本的には病人を預かる施設であることから伝馬町牢屋敷よりは監視が緩く煮炊き・喫茶・喫煙ができた。浅草では毎朝1回、品川では毎日1回医師の検診が行われ、薬も処方されていた。
明治維新後も刑部省に移管されて施設は存続したが、品川溜はその後まもなく、浅草溜は明治8年（1875年）市ヶ谷囚獄内病監の増築に伴い廃止となった。